# Margret Spaniol
Margret Spaniol (* 24. Juni 1955 in Schiffweiler) war von 2012 bis 2021 Richterin am deutschen Bundesgerichtshof.
Margret Spaniol war nach Abschluss ihrer juristischen Ausbildung zunächst als wissenschaftliche Assistentin an der Albert-Ludwigs-Universität Freiburg und als Referentin am Max-Planck-Institut für ausländisches und internationales Strafrecht tätig. Sie trat 1988 in den Justizdienst des Landes Baden-Württemberg. Ihre Promotion schloss sie 1990 ab. Nach Tätigkeiten als Staatsanwältin und als Richterin beim Amtsgericht Waldshut und Landgericht Waldshut war sie als Richterin am Landgericht Offenburg und am Landgericht Freiburg in Strafkammern und Strafvollstreckungskammern tätig, unterbrochen durch eine Abordnung als wissenschaftliche Mitarbeiterin an das Bundesverfassungsgericht von 1993 bis 1996. Im Jahr 2003 wurde sie zur Richterin am Oberlandesgericht Karlsruhe befördert und Ende 2011 als Vorsitzende einer Strafkammer an das Landgericht Freiburg versetzt.
Im Juni 2012 wurde Margret Spaniol zur Richterin am Bundesgerichtshof ernannt und dem 3. Strafsenat zugewiesen, der für Revisionsverfahren der allgemeinen Kriminalität und für Staatsschutzstrafsachen zuständig ist.
Ende März 2021 trat Spaniol mit dem Erreichen der Altersgrenze für den Bundesgerichtshof in den Ruhestand ein.

## Werke
- Das Recht auf Verteidigerbeistand im Grundgesetz und in der Europäischen Menschenrechtskonvention, 1990, ISBN 978-3-428-06951-4